# Психопатология на всекидневния живот
„Психопатология на всекидневния живот“ е книга от Зигмунд Фройд, написана през 1901 г. Подзаглавието ѝ гласи: „За обещанието, забравянето, грешката, суеверието и заблудата“.